# Washburn Maya Series
Esta serie de guitarras Washburn fue diseñada por Dan Donegan, guitarrista de Disturbed, en conjunto con la USA Custom Shop. Veremos una guitarra de la Maya Series que está basada en el modelo Custom de Dan, con la diferencia que es un modelo más asequible al cliente. Junto con las N N Series, las guitarras Maya son una de las líneas Signature de Washburn con más éxito entre los músicos que usan estas guitarras.

## Algunas Guitarras

### Maya DD61
Esta guitarra está basada directamente desde el modelo Custom de Dan, con pastillas Headhunter y Floyd Rose System hacen de esta guitarra indispensable.
Especificaciones
- Cuerpo de roble
- Mástil de arce con terminado natural
- Diapasón palorosa
- 22 trastes jumbo
- Washburn Headhunter humbucking pickups (2)
- Perillas volumen y tono
- Switch de 3 posiciones
- Puente Washburn 600S Floyd Rose®
- Afinadores Die cast
- Diseño de mástil en puntos
- 25.5" escala
- Terminado en Gloss